# Campeonato Mundial de Motociclismo de Velocidad de 80cc
El Campeonato del Mundo de motociclismo de velocidad de 80cc, regulado por la Federación Internacional de Motociclismo, fue la máxima competición internacional de motociclismo de velocidad en la cilindrada de 80cc.
Se disputó entre los años 1984, cuando sustituyó a la categoría de 50cc, y 1989.
El piloto que más veces ha ganado el campeonato en esta categoría ha sido el español Jorge Martínez Aspar, con 3 títulos.

## Palmarés
| Año  | Piloto               | Constructor |
| ---- | -------------------- | ----------- |
| 1984 | Stefan Dörflinger    | Zundapp     |
| 1985 | Stefan Dörflinger    | Krauser     |
| 1986 | Jorge Martínez Aspar | Derbi       |
| 1987 | Jorge Martínez Aspar | Derbi       |
| 1988 | Jorge Martínez Aspar | Derbi       |
| 1989 | Manuel Herreros      | Derbi       |

### Campeonatos por piloto
| Piloto               | Campeonatos |
| -------------------- | ----------- |
| Jorge Martínez Aspar | 3           |
| Stefan Dörflinger    | 2           |
| Manuel Herreros      | 1           |

### Campeonatos por país
| País   | Campeonatos |
| ------ | ----------- |
| España | 4           |
| Suiza  | 2           |